# می موری
 مِـی موری (انگلیسی: Mae Murray؛ ۱۰ مهٔ ۱۸۸۵ – ۲۳ مارس ۱۹۶۵) یک هنرپیشه، و تهیه‌کننده اهل ایالات متحده آمریکا بود. وی بین سال‌های ۱۹۱۶ تا ۱۹۳۱ میلادی فعالیت می‌کرد.